# Afsharidi
La dinastia afsharide (in persiano افشاریان‎, Afšâriyân), di stirpe turcica, governò la Persia tra il 1736 e il 1750 ed ebbe per capitale Mashhad, nella provincia di Khorasan. Le vicende della dinastia coincidono con quelle del suo fondatore Nadir Shah, una delle più originali ed enigmatiche figure della storia iraniana.

## Storia
Dopo la caduta dei Safavidi ad opera degli afghani, Nadir combatté al servizio di questi ultimi contro gli Uzbeki. Nadir passò al servizio di Tahmasp II, erede legittimo della dinastia safavide (dopo che quest'ultimo gli negò alcuni pagamenti), e iniziò la riconquista della Persia, che completò nel 1729 ponendo sul trono Tahmasp come re-fantoccio. Quando ritenne il suo potere consolidato, si fece incoronare scià (1736) e attaccò gli afghani; prese Kandahar e Kabul, quindi invase l'India e saccheggiò Delhi, riportando un favoloso bottino inclusi il Trono del Pavone, incastonato di gemme, e il diamante Koh-i-Noor. Nel 1740 fece giustiziare Tahmasp e i suoi figli. Costituì quindi una flotta per invadere l'Oman, e riprese la guerra, sua unica occupazione, contro i Turchi ottomani e la Transoxiana. Cercò inutilmente di riconciliare sciiti e sunniti, poiché aveva bisogno di entrambe le fazioni nel proprio esercito.
Uomo avido e intollerante, negli ultimi anni si fece crudele e sospettoso, finendo assassinato nel 1747. Nella seconda metà del secolo l'Iran fu conteso da tre fazioni (Afsharidi, Zand e Qajar), mentre si facevano sempre più frequenti le ingerenze delle potenze europee.

## Lista degli Afsharidi
- Nadir Shah (1736-1747)
- Adil Shah (1747-1748)
- Ibrahim Afshar (1748-1748)
- Shahrokh (1748-1796)
- Nadir Mirza del Khorasan (1797-1802)